# Illertstraße 8

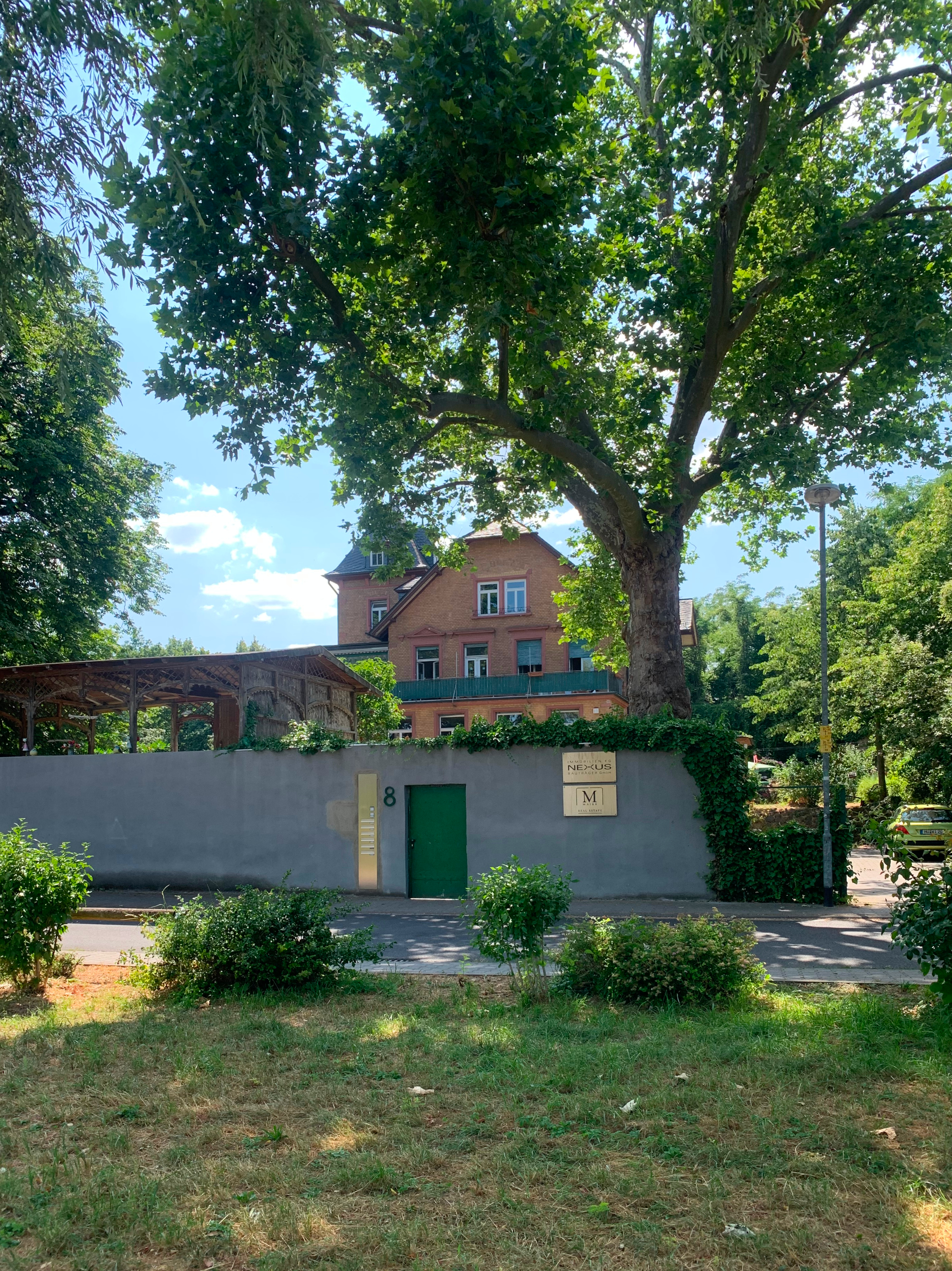
Blick über die Mauer auf die Villa Illert in Hanau

Das Haus Illertstraße 8 in Hanau war der Wohnsitz der Fabrikantenfamilie Illert, die um 1860 mitsamt ihrer Druckerei, der nachmaligen Lithografischen Kunstanstalt Illert & Ewald, von Mühlheim am Main nach Steinheim übersiedelte.
Die repräsentative Villa der Familie ist als Ziegelbau errichtet und ist mit einem behelmten Turm, verschiedenen Loggien und mit Eisenkonstruktionen verzierten Wintergärten malerisch ausgestaltet. Dachseitig wird das auch Villa Illert genannte Haus von einem imposanten Freigespärre bestimmt, Gauben und eine Laterne bekrönen das Bauwerk. Nach einigen baulichen Verlusten wurden um 1990 insbesondere die Aussenelemente der Villa aufwendig instand gesetzt.
Zu den wenigen in Hanau erhaltenen Gartenbauten des 19. Jahrhunderts zählt das an der Gartenkante zum Main hin errichtete Gartenhaus des Anwesens: Der ursprünglich allseits geöffneten, mit schlanken Stützen aus Holz konstruierten Laube wurde ein flach geneigtes Dach aufgesetzt. Der Bereich des Zwickels oberhalb der Segment-Bögen ist treillageartig durch ein Gitterwerk geschlossen und ist durch Hängesäulchen mit dem Rähm verbunden.
Aus geschichtlichen, künstlerischen und städtebaulichen Gründen wurden die Villa Illert und das zugehörige Gartenhaus, beide gelegen in der ebenfalls geschützten „Gesamtanlage historischer Ortskern Groß-Steinheim“, vom Landesamt für Denkmalpflege Hessen, als Kulturdenkmal in das Denkmalverzeichnis des Landes eingetragen.